# Climax Jump
"Climax Jump" là đĩa đơn thứ 13 được phát hành bởi nhóm nhạc Nhật Bản, AAA. Đây là bài hát chủ đề đầu phim thứ nhất của seri tokusatsu 2007 Kamen Rider Den-O. Khi phát hành đĩa đơn, nhóm đã tạm thời đổi tên thành AAA DEN-O Form theo Den-O.
Đây là đĩa đơn bán chạy nhất của họ cho đến nay.

## Danh sách Track
1. "Climax Jump" - 4:05
2. "Climax Jump - Power Rock Edit" - 3:56
3. "Climax Jump - Sweet Ballad Edit" - 4:25
4. "Climax Jump - Soul Blues Edit" - 3:29
5. "Climax Jump (Instrumental)" - 4:04

## Vị trí xếp hạng Oricon
| Ngày | Tuần | Bán     |
| ---- | ---- | ------- |
| 1    | 1    | 105,000 |